# Cisco IOS
Cisco IOS (от англ. Internetwork Operating System — Межсетевая операционная система) — программное обеспечение, используемое в маршрутизаторах и сетевых коммутаторах Cisco. Cisco IOS является многозадачной операционной системой, выполняющей функции сетевой организации, маршрутизации, коммутации и передачи данных.
В Cisco IOS есть специфичный интерфейс командной строки (command line interface, CLI), который был скопирован многими другими сетевыми продуктами. Интерфейс IOS предлагает набор многословных команд согласно выбранному режиму и уровню привилегий пользователя. Global configuration mode предоставляет возможность для изменения настроек системы и сетевых интерфейсов. Пример команды, включающей сбор информации при использовании технологии CEF:
ip cef accounting
Всем командам приписывается определённый уровень привилегий от 0 до 15, и к ним могут обратиться только пользователи с соответствующим уровнем привилегий. Через командный интерфейс можно определить доступные команды для каждого уровня привилегий.

## Версии
Номер версии ОС Cisco IOS состоит из трех чисел и нескольких символов a.b(c.d)e, где
- a — первый выпуск.
- b — незначительные изменения.
- c — проектируемая версия для выпуска (подлежит увеличению численного номера)
- d — невыпущенная разрабатываемая версия (обычно стоит дата выхода)
- e — (спец)выпуск

## Стадии развития и распространения
1. Limited Deployment (LD) — первоначальный ограниченный выпуск (продолжается примерно один год с момента поставки первому заказчику).
2. General Deployment (GD) — этап общего развертывания. На этом этапе проходит окончательная проверка стабильности кода и успешной реализации в нём всех предусмотренных средств. При этом происходит непрерывная доработка IOS и подготовка к выпуску её окончательной версии.
3. Early Deployment (ED) — этап, на котором происходит первоначальное развертывание, обычно совпадает с этапом общего развертывания.
4. Mature Maintenance (ММ) — этап сопровождения готового продукта (только устранение обнаруженных ошибок).
5. Этап вывода из эксплуатации (начинается примерно через два года после первоначального выпуска продукта). Вначале прекращается его поставка (End-Of-Sale — EOS), затем разработка (End-Of-Engineering — ЕОЕ), и обнаруженные ошибки больше не устраняются, и наконец продукт переходит на этап завершения эксплуатации (End-Of-Life — EOL).

## Предоставляемая функциональность
Начиная с программного обеспечения Cisco IOS 12.3 существует 8 основных пакетов (вариантов заказа) Cisco IOS, обеспечивающих одинаковое обозначение и компоновку функциональности на разных аппаратных платформах Cisco. В их число входят: 
• IP Base: пакет начального уровня. 
• IP Voice: добавляет к IP Base поддержку IP телефонии, VoIP, VoFR. 
• Advanced Security: добавляет к IP Base поддержку Cisco IOS Firewall, IDS, SSH, IPSec VPN, 3DES. 
• Enterprise Base: добавляет к IP Base поддержку различных маршрутизируемых протоколов и базовую поддержку сетей IBM. 
• SP Services: добавляет к IP Voice поддержку NetFlow, SSH, ATM, VoATM, MPLS. 
• Enterprise Services: добавляет к Enterprise Base функциональность Service Provider (SP) Services, а также полную поддержку сетей IBM. 
• Advanced IP Services: добавляет к SP Services функциональность Advanced Security и поддержку IPv6. 
• Advanced Enterprise Services: максимальная функциональность Cisco IOS Software.

## Интересные факты
- Apple использует торговый знак iOS (название операционной системы iPhone и iPod touch) по лицензии Cisco[2].